# Harle Express
Die Harle Express ist ein Schiff für den küstennahen Verkehr. Sie wird als zweites RoRo-Schiff neben der Harle Gatt für die Versorgung der Nordseeinsel Wangerooge eingesetzt. Die Harle Express transportiert alle möglichen Arten von Gütern, wie Stückgut, Baumaterialien oder Fahrzeuge. Auf der Insel erfolgt anschließend meist eine Verladung der Güter auf die Inselbahn.
Das Schiff wurde 2021 auf der Werft GS Yard in Waterhuizen gebaut. Es ersetzte die Harle Riff.
Die Harle Express wird von einem Volvo-Penta-Dieselmotor mit 866 kW Leistung angetrieben. Der Motor wirkt auf einen Festpropeller. Für die Stromerzeugung steht ein Dieselgenerator mit 130 kW Leistung zur Verfügung. Weiterhin wurde ein Dieselgenerator mit 38 kW Leistung als Notgenerator verbaut.